# Карнеад
Карнеад (род. 214 до н. э., Кирена, Сев. Африка — ум. 129 до н. э., Афины) — древнегреческий философ, основатель «Новой», или Третьей, Академии.

## Биография
В античной литературе часто повторяется мнение Цицерона, что Карнеад прожил 90 лет, но оно уже давно признано ошибочным.
Приехал в Афины в 185/180 до н. э. Изучал диалектику. Его наставником в этой области был стоик Диоген Вавилонский. Позднее Карнеад перешёл на позиции скептической Академии. Развивал крайний скепсис и отрицал знание и возможность окончательного доказательства: любое доказательство основывается на другом доказательстве; к любому тезису можно потребовать обоснование, и конца этой цепочки строго логически быть не может.
В составе знаменитого афинского посольства вместе со стоиком Диогеном Вавилонским и перипатетиком Критолаем посетил Рим в 155 году до н. э. Его знаменитая речь длилась два дня: в первый он доказывал, что справедливость имеет начало в самой природе человека и поэтому к ней надо стремиться, на второй же говорил об условности этого понятия, которое является лишь защитой для слабых и не требуется сильным, поэтому не может быть основано на чём-то объективном.
Карнеад излагал свои философские воззрения устно, поэтому содержание его взглядов сохранилось в трудах других мыслителей — Цицерона, Евсевия. Также популяризации скептицизма Карнеада способствовала литературная деятельность его учеников — Клитомах, Хармад, многочисленные труды которых не сохранились, однако имеются многочисленные ссылки на них.

## Философия
Карнеад известен как представитель академического скептицизма. Академические скептики (тип скептицизма, которому учили в Академии Платона в Афинах) считали, что любое знание невозможно, кроме знания о том, что любое другое знание невозможно.
Карнеад не оставил каких-либо письменных работ, поэтому все, что известно о его взглядах, было получено от его друга и ученика Клитомаха. Карнеад был настолько верен своим принципам, что Клитомах признавал, что не мог определить, каковы были его взгляды на ту или иную проблему.
Однако это лишь является отражением его главной теории о том, что люди никогда не обладали и не смогут обладать какими-либо критериями истинности, мы просто оцениваем свои представления как более или менее убедительные, и эта оценка субъективна.
Карнеад утверждал, что если бы такой критерий существовал, то он должен был бы быть основан либо на разуме, либо на чувствах, либо на понятиях. Однако разум основан на понятиях, которые, в свою очередь, основаны на чувствах, и у нас нет возможности определить, истинны ли наши чувства, или же они несут неверные представления, порождая ложные концепции и идеи. Таким образом, чувства, понятия и разум одинаковым образом не подходят как критерии истинности.
Тем не менее, люди нуждаются в определённых правилах. Хотя невозможно утверждать что-либо как абсолютную истину, мы можем устанавливать различные степени вероятности. И хотя мы не можем утверждать, что те или иные концепции и чувства являются истинными, некоторые чувства кажутся нам более верными, чем другие, и мы должны полагаться на те чувства, которые кажутся наиболее верными. Более того, чувства не являются единичными, и, как правило, находятся во взаимодействии с другими чувствами, которые могут либо подтверждать их, либо опровергать. То есть скептицизм Карнеада отошёл от буквального этического понимания ранних скептиков и стал рассматриваться преимущественно эпистемологически. При этом для практической жизни можно использовать достаточно убедительные представления, но обязательно надо помнить об их вероятностном характере.
Как первый теоретик понятия вероятности, он различал три её степени:
1. представление просто вероятное;
2. представление вероятное и не противоречащее другим представлениям;
3. представление вероятное, не противоречащее другим представлениям и всесторонне проверенное.

Карнеад указывал на необходимость отчётливости рассматриваемых представлений; сложные представления рассматривал как совокупность простых, при этом проверке должен подвергаться каждый элемент. Важной особенностью подхода является использование в концепции степеней вероятности и возможности их сравнения, а также понимание: даже субъективно наивысшая вероятность не даёт гарантий истинности. Соответствующее представление лишь более предпочтительно, чем другие, но заявлять о его истинности недопустимо.
Имеются разногласия по поводу сохранения философом скептической традиции: некоторые исследователи указывают на наличие собственного критерия истинного знания: с ним человек вынужден «соглашаться». Однако большинство исследователей считают, что речь идёт не о критерии Истины, а о критерии правильной практической деятельности при полном признании неспособности человечества познать Истину. Вопрос запутан. С одной стороны, Секст Эмпирик указывал, что Карнеад считал представление именно «критерием истины» (Sext. Adv. math. VII:173), причём отношение к «правдоподобному представлению» называл «согласием» — именно этот термин стоики использовали для обозначения отношения к истинному знанию (Cicero. Acad. II 21. 67). С другой стороны, Клитомах, ученик Карнеада, писал, что его учитель «совершил некий Геркулесов подвиг, вырвав из наших умов согласие» (Cicero. Acad. II 34. 108). Проблема разрешается, если учесть различие терминов «δόξα» (мнение) и «ἐπιστήμη» (знание): судя по всем, Карнеад возражал против согласия с догматическим знанием, но при этом допускал принятие мнения для практической жизнедеятельности, противопоставляя динамику правдоподобия статике догматической истины.
Критике философа подвергались различные представления о божественном, о провидении и предначертанности судьбы, о гадании. Карнеад при этом часто не просто критиковал аргументацию, но раскрывал тему невероятности соответствующих представлений.
Продолжая традицию скептической критики стоицизма, он уделял особое внимание Хрисиппу, а также Диогену Вавилонскому и Антипатру из Тарса. Особое внимание он уделял критике попытки доказать существование единого бога (насколько известно, он был первым, кто занялся этим вопросом), исходя из видимости разумного плана устройства мира (аргумент от принципа целесообразности), а также его представления в виде «живого разумного существа» (ζῷον), причём использовал разные аргументы, исходя из представления стоиков.
Так, если бог — это живое существо, то должен обладать чувствами, например, вкусом; соответственно, должен ощущать горькое — но от этого он будет испытывать неудовольствие, то есть «изменения в худшее», однако бог заявляется совершенным и всеблагим. Поэтому такого бога быть не может. Основная мысль критики теизма стоиков Карнеадом — невозможность отнесения к богу контрадикторных атрибутов, относимых к сущему в целом, таких как «телесный/бестелесный», «добродетельный/недобродетельный» и т. п.
Другой вариант противоречия: любой объект сущего либо телесен (материален), либо бестелесен. Однако бог не может быть бестелесен, «так как бестелесное бездушно, бесчувственно и ничего не может создавать» и не может быть телесен, «так как всякое тело есть нечто изменчивое и тленное, а божество нетленно» (Sext. Adv. math. IX:151).
Цицерон упоминал рассуждение Карнеада о невозможности применения понятия добродетели к совершенному и бесстрастному богу: это просто не имеет смысла (Cicero. De natura deorum. III:XV(38)), так как добродетелью для кого-то считается лишь то, что делается сознательно (и на пользу другим), но может и не делаться.
Другими словами: анализ атрибутов, приписываемых богу стоиками, неизбежно приводит к неразрешимым противоречиям, из чего следует, что описываемый таким образом объект существовать не может.

## Фрагменты
- Karneades.Fragmente.Text und Kommentar v. B.Wisniewski.Breslau;Wroclaw;Krakau,1970 [Archiwum Filologiczne 24]